# Charalamboskirche
Charalamboskirche ist der Name folgender Kirchen, die nach dem Heiligen Charalambos benannt sind:
Rumänien:
- St. Charalambos (Iași), rumänisch-orthodoxe Kirche in Iași

Ukraine:
- Kathedrale des Heiligen Charalambos (Mariupol), Kathedrale der Orthodoxen Kirche der Ukraine in Mariupol